# János Ginsztler
János Ginsztler (* 23. März 1943 in Budapest; † 7. Juli 2019) war ein ungarischer Ingenieurwissenschaftler. 
Ginsztler studierte Maschinenbau und Schweißfachingenieurwesen und promovierte 1988 in Materialwissenschaften in Budapest. 1989 wurde er Professor an der Technischen und Wirtschaftswissenschaftlichen Universität Budapest. Er war unter anderem Direktor des dortigen Ingenieurweiterbildungsinstituts. 2013 wurde er emeritiert. Ginsztler war Mitglied der Ungarischen Akademie der Wissenschaften und der Academia Europaea (1998). Außerdem war er Präsident des International Council of Academies of Engineering and Technological Sciences (CAETS).

## Auszeichnungen
- 1994: Ehrenbürger der Technischen Universität München[4][5]
- 1995: Ehrensenator der Universität Karlsruhe[6]
- 1996: Ehrendoktorwürde, La Trobe University
- 1998: Ehrendoktorwürde, Technische Universität Helsinki
- 2007: Ungarischer Verdienstorden (Komtur)
- 2010: Széchenyi-Preis